# L'eutanasia del fine settimana
L'eutanasia del fine settimana è un singolo del gruppo musicale italiano Negrita, il terzo estratto dal nono album in studio 9 e pubblicato il 21 agosto 2015.

## Descrizione
Undicesima traccia dell'album, il gruppo ha descritto il brano con le seguenti parole:

## Video musicale
Il videoclip, diretto da Marco Pavone, è stato pubblicato il 28 agosto 2015 attraverso il canale YouTube del gruppo.